# 梁思成
梁思成（1901年4月20日—1972年1月9日），籍贯广东新会，生于日本东京，男，中國建築史學家、建築師、城市規劃師、建築教育家，一生致力於保護中國古代建築和文化遺產。曾任中央研究院院士、中國科學院哲學社會科學學部委員。与吕彦直、刘敦桢、童寯、杨廷宝合称“建筑五宗师”。

## 生平

### 成長求學時期
梁思成的父親梁啟超是清朝著名的政治家，曾發動戊戌變法，為躲避慈禧太后迫害而流亡海外，所以梁思成出生於日本東京，1912年辛亥革命後，隨父母從日本回國，曾在北京崇德國小及匯文中學就學。1915年入北平清華學校（1928年之後的清華大學），1923年畢業於清華學校高等科。1924年和林徽因一起赴美國費城宾夕法尼亚大學建築系學習，1927年獲得學士和碩士學位，又去哈佛大學學習建築史，研究中國古代建築（未毕业）。在求學期間，因為其父梁啟超和未婚妻林徽因的關係，結識了徐志摩。雖然爾後因徐志摩對林徽因抱持好感而略有嫌隙，但是日後得知徐志摩在趕往想要聽他與林徽因的演講發生空難身亡，仍然為徐志摩哀傷。
1928年与林徽因在渥太华結婚後赴歐洲考察各地建築，回國後在瀋陽東北大學（张学良时任校长）任教，在那裡創立了中國現代教育史上第一個建築學系。同時成立了建築師事務所，設計建造了東北大學主樓，並測量考察了清昭陵的建築，當時就試圖保護瀋陽鐘鼓樓，但不被當地政府採納，終於被拆毀。1930年和張銳參與天津市規劃，以《天津特别市物质建设方案》獲獎。

### 抗日戰爭時期
日本侵略東北後，梁思成於1931年回到北平，進入中國營造學社工作，梁思成入营造学社后的第一件工作，就是在1932年主持故宫文渊阁的修复工程。
梁思成原计划即时著手研究宋代《營造法式》，不料「這部漂亮精美的巨著，竟如天書一樣，無法看得懂」。為了深入研究古代，他首先從比較近的《清工部工程做法则例》著手，拜北京老木匠和彩畫匠為師，配合研究北平大量清代建築，搞懂《清工部工程作法則例》，在1932年著成《清式營造則例》手稿（1934年出版）。
同时期梁思成和中国营造学社同人，还收集和整理清代匠作则例中建筑师傅历代相传的《营律大木做法》、《大木分法》、《小木分法》等手抄本，1932年出版梁思成编订的《营造算例》，在《中国营造学社汇刊》上分三次刊印。为了着手研究《营造法式》，必须收集宋代建筑的资料。1937年時有關宋代建築的资料，有如凤毛麟角，梁思成、林徽因和中國營造學社的同人，決定到中國各地找尋中國古代建築的實例。在交通不便、兵荒馬亂時代，他冒很大風險和妻子林徽因等一起，在十幾年間，踏遍中國十五省，二百多個縣，測繪和拍攝二千多件從唐、宋、遼、金、元、明、清各代保留下來的古建築遺物，包括天津薊縣辽代建築獨樂寺觀音閣，寶坻遼代建築廣濟寺，河北正定辽代建築隆興寺，山西遼代應縣木塔，大同遼代寺廟群華嚴寺、善化寺等，河北趙州隋朝建造的安濟橋，山西五台山7月7日發現當時所知中國尚存的最古老的木構建築物佛光寺。他將這些重大的考察的結果，寫成文章在國外發表，引起國際上對這些文物的重視，并為他日後注釋《營造法式》，和編寫《中國建築史》，準備良好的基礎。
1936年梁思成與美國建築學家和城市規劃專家史坦因有所交流。
七七事变後，日本人邀請他組建「中日友好協會」，梁意识到，要想不当汉奸，必须立即离开北平。1937年9月5日，梁思成离开北京前往天津踏上了他的避难之路。彼时，天津意租界欢迎他以难民身份驻留。据梁再冰回忆“……父亲带领全家经天津、青岛、济南、徐州、郑州、武汉到达长沙…… ”随后又在昆明和四川宜宾李庄定居。于昆明时，在昆明循津街“止园”，昆明市市长府的前院恢复了“营造学社”，一共有梁思成、刘敦桢、刘致平、莫宗江、陈明达5个人。 整个过程中，他培養了許多建築師，並繪製了重點保護文物地圖，将它们提供给美國援華飛行員，以便在轟炸敵後時注意避開這些地點。1939年9月，梁、刘等人开始了他们计划已久的川康地区的调查。9月9日，梁思成飞往重庆。他们开始调查重庆巴县及北碚古建，同时联系去成都的汽车。 考察了四川彭山漢朝崖墓。
盟軍對日本國土進行總攻擊時，梁思成透過美駐重慶辦事處聯絡官布朗森上校，陳述了保護京都、奈良古建築的重要性，並提交了一份關於奈良古建築的圖紙，以及這樣一段見解：「建築是社會的縮影，民族的象徵，但絕不是某一民族的，而是全人類的共同財產。如奈良唐招提寺，是全世界最早的木結構建築，一旦炸毀，是無法補救的。」美軍接受了梁的建議，並請其助手在軍用地圖上標繪出區塊，進而保護日本古都免於原子彈轟炸。奈良被宣佈為世界歷史文化名城三十周年紀念日時，《朝日新聞》特刊一文——奉為《日本古都恩人梁思成氏》。（《文匯報》2006.6.28李光羽文）。
关于梁思成保护京都免于盟军空袭说法目前尚存争议，日本《朝日新闻》记者古谷浩一经过调查后表示，虽然「很难断定京都奈良免于轰炸就是因为梁思成的建议」，但他的建议对中日之间意义重大。梁思成保护京都的说法来源，要查明出至何处。以一人之力改变美国政府与军方政策，使京都与奈良免受摧毁之说，从无原始资料佐证。左拉拉教授在2018年发文，指在美国国家档案馆罗伯茨委员会卷宗查无此事 。常识可见美军的轰炸任务，是由一连串军方委员会与军方单位依据战略需要来确定，不是由一个无军务、非公民、非日本建筑专家可左右。
另据战争史研究第五期报道，当时美国曼哈顿工程负责人格罗夫斯上校（Leslie Groves）将由战略航空兵参谋长诺斯塔德准将（Lauris Norstad）拟定的即将被原子弹轰炸的日本城市的最终名单（小仓、京都、广岛、新潟）提交给马歇尔将军时，遭到了陆军部长史汀生的反对，史汀生在做菲律宾总督期间多次到过京都，对这座优雅美丽的城市感情很深。史汀生称，京都对日本人民有巨大的感情价值和宗教意义，由此将对战后重建日本带来很大困难，格罗夫斯则坚持京都是最有价值的目标，因为别的日本城市大多已遭空袭破坏，大量人口和设备迁往京都，京都已是日本战时最重要的兵工生产中心，是拥有100万人口的巨大工业城市。史汀生找了杜鲁门总统，劝说他划掉京都的名字，同时将其保留在禁止轰炸的城市名单上。。
1945年日本投降後，回北平擔任清華大學建築系主任，创办營建（建築城市規劃）学系，毕生志力教育工作。1949年在《文汇报》发表“清华大学营建学系学制及学程计划草案”。
1946年10月—1947年應邀作為美國耶魯大學客座教授，並獲普林斯頓大學名譽博士學位，被指名作為紐約聯合國總部大廈設計諮詢委員會的中華民國代表，在此期間和世界知名的建築師勒·柯布西耶等人一起共事。和史坦因交流城市規劃，將這些列為他日後研究課題。1948年，當選為中央研究院第一屆院士。平津戰役中，繪製北平古物保護的地圖區塊，避免受到炮擊。

### 中华人民共和国成立后

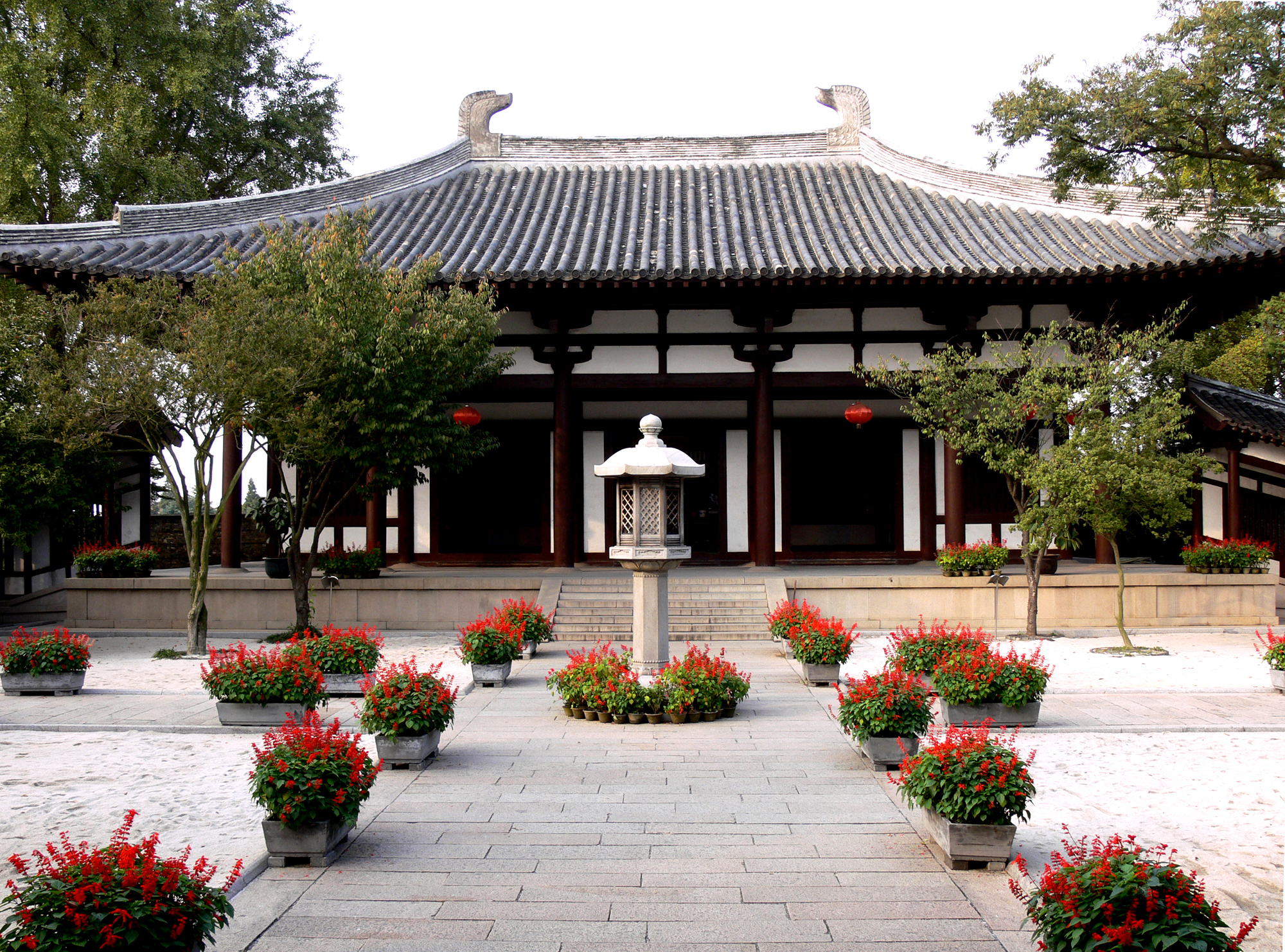
扬州大明寺鉴真和尚纪念堂（梁思成设计）

1949年中华人民共和国成立后，梁思成兼任北京市規劃委員會副主任，主持了首都人民英雄紀念碑的建筑设计。1950年和陳占祥發表《關於中央人民政府行政中心位置的建議》（梁陳方案）。他堅決主張保護北京古建築和城牆，建議在西郊建新北京，保護舊北京城，不在舊城建高層建築，他的遠見不能為那時代的人理解，這些建議沒有被採納。之後他多次上書，挽救了北海的团城。如果他的所有建議都被採納，北京古城會成為世界上保存最完好的古都和建築博物館。
他所考察發現的許多古建築，現在都成為當地引為自豪的文化古跡。他設計的唯一唐代風格的建築作品是揚州大明寺的鑒真和尚紀念堂，在他身後建成。
梁思成于1959年加入中国共产党。
文化大革命中，他被作為「復古」的典型而被批判並抄家，其所收藏的全部圖書資料都被沒收。抄家者在其家中發現屬於其故妻林徽因的胞弟林桓的中正式軍刀上刻有「中正贈」（中正為國民政府主席蔣中正的名諱），這也成了他的一大罪狀。梁思成文革期间受到迫害，被打成“反动学术权威”、“牛鬼蛇神”，甚至被骂作是连溥仪都不如的“遗老遗少”，并被赶入清华园北院的一间平房里蜗居，1972年在貧病交加中去世。中共在文革後宣佈對梁思成恢復名譽。
梁思成从1930年开始着手研究《营造法式》，前后二十余年，在1963年完成《营造法式注释》初稿。但因爆发文化大革命，出版被搁置，直到1980年梁思成《营造法式注释》遗稿才初次由清华大学营造法式研究小组整理出版。
他在抗戰期間的四川宜宾李庄以英文寫成《圖像中國建築史》，但唯一的一份原稿，失蹤了三十多年，後經美國友人費慰梅（Wilma Fairbank 費正清夫人）多方追尋，終於在新加坡原封不動失而復得，於1984年由美國麻省理工學院出版社出版後，獲美國出版聯合會專業學和術書籍金獎；中文本於1992年獲中國出版協會獎。后本书原件已由林洙捐献给中国国家图书馆。

## 建筑设计作品
- 王国维纪念碑（1929年）
- 梁启超墓（1929年）
- 吉林省立大学礼堂和图书馆（1930年）
- 北京仁立地毯公司铺面改建（1932年）
- 北京大学地质学馆和女生宿舍（1934-1935年）
- 人民英雄纪念碑（1952年）
- 任弼时墓（1952年）
- 林徽因墓（1955年）
- 扬州鉴真和尚纪念堂（1963年）

## 年谱
- 1901年 4月20日出生于日本东京，祖籍广东省新会县。
- 1906年－1912年 在日本横滨大同学校幼稚园和神户同文学校初小读书。
- 1913年 随母亲李蕙仙回国。
- 1913年－1915年 在北京汇文学校和崇德学校高小读书。
- 1915年－1923年 在北京清华学校读书。
- 1922年 6月前往菲律宾马尼拉探望母亲。
- 1923年 5月7日因交通事故受伤休养一年。
- 1924年 6月与林徽因同赴美国宾夕法尼亚大学留学，9月13日母亲李蕙仙患癌症病逝。
- 1925年 在美国收到父亲梁启超寄来（宋）李诫著《营造法式》。
- 1927年 2月毕业于宾州大学建筑系，6月获得硕士学位，6月～8月任美国费城保罗·克瑞特（Paul Cret）事务所副设计师，同年9月至1928年2月就读美国哈佛大学研究生院。
- 1928年 3月21日与林徽因在加拿大温哥华结婚，同月至9月与林徽因同赴欧洲参观古建筑和现代建筑，9月回国创办东北大学建筑系并任主任。
- 1929年 1月19日父亲梁启超因医疗事故去世，8月女儿梁再冰出生，11月设计监修梁启超墓落成。
- 1930年 与陈植、童寯、蔡方荫合作设计吉林大学礼堂图书馆。
- 1931年 6月离开东北大学安家北京，9月出任中国营造学社法式部主任。
- 1932年 春天调查河北蓟县独乐寺，6月调查河北宝坻县广济寺三大士殿，8月儿子梁从诫出生，随后应聘为国民政府中央研究院历史语言所通讯研究员。
- 1932年－1933年 出任北京大学教授，讲授中国建筑史。
- 1933年 3月调查河北正定县隆兴寺及正定古建筑，9月调查山西大同上下华严寺、善化寺、云冈石窟以及山西应县木塔、浑源县悬空寺，11月调查河北赵县隋代赵州桥（安济桥）。
- 1934年 任中央古物保存委员会委员，8月调查山西晋中地区13个县古建筑，10月调查浙江6个县古建筑。
- 1935年 2月考察山东曲阜孔庙建筑，并做修葺计划。
- 1936年 春天调查河南龙门石窟及山东中部19个县古建筑，冬天调查山西和陕西19个县古建筑。
- 1937年 6月调查陕西、山西省14个县古建筑，鉴定山西五台山佛光寺为唐代建筑，8月因抗日战争爆发营造学社暂时解散，9月携全家逃亡西南。
- 1938年 在云南昆明恢复中国营造学社。
- 1939年 调查西南36个县古建筑，汉阙、汉崖墓、摩崖石刻等，出任四川省古物保存委员会委员、国立中央博物馆中国建筑史料编纂委员会主任。
- 1940年 在重庆中央大学作“中国传统建筑的发展及特点”的系列讲座。
- 1941年 集中精力研究（宋）《营造法式》，并陆续完成法式大部分图解工作。
- 1942年 开始撰写《中国建筑史》。
- 1943年 初步完成英文版《图像中国建筑史》。
- 1944年 出任重庆国民政府教育部战区文物保存委员会副主任。
- 1945年 中国营造学社结束。
- 1946年 出任清华大学建筑系主任，10月赴美考察战后美国现代建筑教育，并在耶鲁大学讲学。
- 1947年 2月出任联合国大厦设计建筑师顾问团中国代表，4月接受美国普林斯顿大学荣誉文学博士学位。
- 1948年 3月被选为南京国民政府中央研究院院士。
- 1949年 5月主持改建中南海怀仁堂，8月当选北平市各界代表会议代表，并被聘为中国人民政治协商会议筹委会“国旗国徽初选委员会”顾问，9月当选中国人民政治协商会议特邀代表，12月当选北京市人民政府委员，北京市各界人民代表会议协商委员会副主席。
- 1950年 1月被任命为北京市都市计划委员会副主任委员，2月与陈占祥共同提出《关于中央人民政府行政中心区位置的建议》。
- 1951年 10月倡议成立中国建筑工程学会筹备委员会，并出任主任委员。
- 1952年 8月任北京市政协副主席。
- 1953年 9月以后连续出任中国建筑学会第一、二、三、四届副理事长，同年加入中国民主同盟。
- 1954年 3月出任中国人民慰问志愿军代表团副团长赴朝鲜访问，6月创办中国建筑科学的第一个学术性刊物《建筑学报》，并出任主编，9月以后连续当选为全国第一、二、三届人大代表。
- 1955年 2月担任武汉长江大桥技术顾问委员会委员，同月开始因“以梁思成为代表的资产阶级唯美主义的复古主义建筑思想”受到批判，4月妻子林徽因病逝，6月当选为首批中国科学院技术科学部学部委员，同年担任国家科委建筑组副组长。
- 1956年 3月参加中国十二年科学远景规划工作，6月出任中国建筑师代表团副团长访问波兰，9月出席在柏林召开的民主国家建协主席秘书长会议，10月出任中国科学院与清华大学合办建筑历史与理论研究室主任，同年当选为中国民主同盟中央常委。
- 1957年 2月当选为中国建筑学会副理事长。
- 1958年 3月出席在捷克斯洛伐克布拉格召开的国际建协城市规划委员会的报告人会议，7月担任中国建筑学会代表团副团长出席在莫斯科召开的国际建协第五届大会，8月担任中国建筑学会代表团副团长率团访问捷克斯洛伐克。
- 1959年 1月加入中国共产党。
- 1960年 8月当选为全国文艺界联合会第三届全国委员会委员。
- 1961年 7月随文化部代表团到内蒙古自治区考察，12月当选为中国建筑学会第三届副理事长。
- 1962年 6月与林洙结婚。
- 1963年 7月担任全国科技普及协会北京分会副会长，9月担任中国建筑师代表团副团长出席在古巴哈瓦那举行的国际建协第七届大会、世界青年建筑师会见大会，以及出席在墨西哥举行的国际建协第八届代表会议，11月担任中国建筑师代表团副团长访问巴西。
- 1964年 8月当选为北京科学讨论会（国际）特邀代表，12月当选为第三届全国人民代表大会常委。
- 1965年 7月担任中国建筑师代表团副团长出席在法国巴黎召开的国际建协第八届大会及第九届代表会议。
- 1966年 3月当选为第四届中国建筑学会副理事长，6月完成《营造法式注释》（上卷），同月开始受到文化大革命批判。
- 1967年 作为“混进党内的右派”和“彭真死党”受到批判和游行示众。
- 1968年 被“中央文革小组”正式定为“资产阶级反动学术权威”。
- 1969年 全年在北京医院治病并写检查。
- 1970年 全年在北京医院治病并写检查。
- 1971年 全年在北京医院治病并写检查，同年恢复中国共产党党籍。
- 1972年 1月9日在北京医院病逝。 [19]

## 著作
出版
- 《世界史纲》（英）威尔斯著作 梁思成等译 1927年6月第1版 商务印书馆
- 《中国雕塑史》 中国建筑工业出版社 1985
- 《中国建筑史》百花文艺出版社 ISBN 978-7-5306-4168-2
- 《清工部工程做法则例图解》 清华大学出版社 ISBN 978-7-302-13229-5
- 《清式营造则例》 中国建筑工业出版社 1981[20]:5
- 《营造算例》 梁思成编
- 《营造法式注释》 中国建筑工业出版社 1981[20]:5
- 《建设设计参考图集》 梁思成主编
- 《中国建筑艺术二十讲》  2006-01线装书局 ISBN 978-7-80106-384-7
- Liang Ssu Ch'eng: Chinese Architecture， A Pictorial History， Edited by Wilma Fairbank ISBN 048643999S 梁思成 2001《图像中国建筑史》。香港：三联书店（费慰梅编／梁从诫译。繁体汉语英语版）
- 《梁思成全集》第一卷至第十卷 中国建筑工业出版社 2004

发表
- 梁思成，张锐 1930《城市设计实用手册—天津特别市物质建设方案》9月，天津：北洋美术印刷所。（繁体）.
- 梁思成 1945 “市镇的体系秩序” 重庆：《大公报》10月。（繁体）.
- 梁思成 1949 “北平市的行车与行人”《人民日报》5月8日，第2版。（繁体）.
- 梁思成 1949 “城市的体形及其计划”《人民日报》6月11日，第4版。（繁体）.
- 梁思成 1949 “清华大学营建学系学制及学程计划草案”《文汇报》7月10－12日。（繁体）.
- 梁思成，陈占祥 1950《关于中央人民政府行政中心位置的建议》2月，北京（梁陈方案，繁体）.
- 梁思成 1950 “关于北京城墙存废问题的讨论”《新建设》第二卷第六期，5月。（繁体）.
- 梁思成，林徽因 1951 ”北京－都市计划的无比杰作” 《新观察》第二卷第七期，4月。（繁体）.
- 梁思成，林徽因 1951 “序”《城市计划大纲》清华大学营建学系译。上海：龙门联合书局，10月（《雅典宪章》单行本，繁体）.
- 林徽因，梁思成 1952 “译者的体会”《苏联卫国战争被毁地区之重建》5月，上海：龙门联合书局（繁体）.
- 梁思成 1952《人民首都的市政建设》北京：科普出版社，12月。（单行本，繁体）.
- 梁思成，林徽因，莫宗江 1954 “中国建筑发展的历史阶段” 《建筑学报》第二期12月。

## 残疾
1923年5月7日，梁思成在参加纪念“五九國恥”八周年纪念活动时被汽车撞伤，且因误诊耽误治疗，落下残疾。
其时，梁思成已从清华毕业准备前往美国留学，当得知北京各大专院校学生在天安门举行集会，作为“五四运动”中清华学堂“爱国十人团”的中坚分子，梁思成自然要参加八年后的这一“国耻日”的集会活动。于是，梁思成骑上一年前他到菲律宾时姐姐梁思顺赠送的戴维逊牌摩托车，带着弟弟梁思永追赶游行队伍。不料当他们行驶到南长街口进入主道被北洋政府陆军部次长金永炎的轿车撞倒，梁思成被压在摩托车下面，右腿骨折，脊椎受伤，梁思永被撞飞十多米，但只是受了皮外伤。面对这起严重的车祸，金永炎不仅没有下车，竟然只是从车窗里扔出一张名片留给前来处理事故的警察，然后便驾车绝尘而去。梁思成因为误诊轻伤而耽误了最佳的手术时间，随后从5月7日到月底，梁思成接受了三次手术，但腿骨依然没有治好，导致右腿比左腿短了一厘米。肇事的金永炎面对梁思成家族强大的压力，不得不出面道歉，并承担梁氏兄弟的医疗费用。但梁思成母亲李蕙仙并未罢休，她强烈要求惩办肇事者。不得已，北洋政府只好将肇事的责任推给了“替死鬼”司机，总统也只能出面替下属向梁家道歉。

## 家庭
第一任妻子林徽因，其兒為梁從誡，女儿为梁再冰。
第二任妻子林洙。